# Astore (torpilleur)
Le Astore (fanion « AS ») était un torpilleur italien de la classe Spica - type Spica lancé en 1934 pour la Marine royale italienne (en italien : Regia Marina).
Plus tard, il est reclassé comme destroyer par la Marine royale suédoise, sous laquelle il a servi sous le nom de HSwMS Remus (28). 

## Conception et description
Les torpilleurs de la classe Spica devaient répondre au traité naval de Londres qui ne  limitait pas le nombre de navires dont le déplacement standard était inférieur à 600 tonnes. Hormis les 2 prototypes, 3 autres types ont été construits : Alcione, Climene et Perseo. Ils avaient une longueur totale de 81,42 à 83,5 mètres, une largeur de 7,92 à 8,20 mètres et un tirant d'eau de 2,55 à 3,09 mètres. Ils déplaçaient 652 à 808 tonnes à charge normale, et 975 à 1 200 tonnes à pleine charge. Leur effectif était de 6 à 9 officiers et de 110 sous-officiers et marins
Les Spica étaient propulsés par deux turbines à vapeur à engrenages Parsons , chacune entraînant un arbre d'hélice et utilisant la vapeur fournie par deux chaudières Yarrow. La puissance nominale des turbines était de 19 000 chevaux-vapeur (14 000 kW) pour une vitesse de 33 nœuds (61 km/h) en service, bien que les navires aient atteint des vitesses supérieures à 34 nœuds (62,97 km/h) lors de leurs essais en mer alors qu'ils étaient légèrement chargés. Ils avaient une autonomie de 1 910 milles nautiques (3 540 km) à une vitesse de 15 nœuds (27,7 km/h)
Leur batterie principale était composée de 3 canons 100/47 OTO Model 1937. La défense antiaérienne (AA) des navires de la classe Spica était assurée par 4 mitrailleuses jumelées Breda Model 1931 de 13,2 millimètres. Ils étaient équipés de 2 tubes lance-torpilles de 450 millimètres (21 pouces) dans deux supports jumelés au milieu du navire.  Les Spica étaient également équipés de  2 lanceurs de charges de profondeur et d'un équipement pour le transport et la pose de 20 mines.

## Construction et mise en service
Le Astore est construit par le chantier naval Bacini & Scali Napoletani à Naples en Italie, et mis sur cale en 1933. Il est lancé le 22 avril 1934 et est achevé et mis en service le 30 mai 1935. Il est commissionné le même jour dans la Regia Marina.

## Histoire de service
Commandé comme prototype en 1933, en même temps que le leader de la classe: le Spica, et achevé en 1935, peu après le Spica, le Astore est la deuxième unité de cette grande classe. Les navires ont révélé lors des essais en mer des qualités nautiques médiocres mais de bonnes caractéristiques générales, ce qui a conduit à leur production en série.
En 1939-1940, le navire est basé à Cagliari et fait partie du IXe escadron de torpilleurs, avec ses navires-jumeaux (sister ships) Spica, Canopo et Cassiopea.

### HSwMS Remus (28)
En décembre 1939, une commission suédoise se rend en Italie pour évaluer l'achat de certaines unités italiennes : la décision tombe sur le Astore et le Spica, ainsi que sur les destroyers plus anciens Giovanni Nicotera et Bettino Ricasoli. Le 27 mars 1940, le Astore est vendu à la Marine royale suédoise (Svenska marinen), qui le renomme HSwMS Remus, et le reclasse comme destroyer. Les Spica, Nicotera et Ricasoli sont rebaptisés respectivement Romulus, Psilander et Puke.
Le 14 avril 1940, les quatre unités naviguent de La Spezia à Naples et commencent ensuite le transfert vers la Suède, mais lorsque, le 18, elles quittent la ville napolitaine, le HSwMS Puke et le HSwMS Psilander entrent en collision, se causant mutuellement divers dommages, si bien qu'elles durent faire route vers Carthagène, où elles arrivent le 23 avril.
Après les réparations, les navires continuent leur voyage et le 19 juin, avec le navire auxiliaire Patrica (ex-Italien Patris II), ils atteignent Skaalefjord, dans les îles Féroé, où ils sont arrêtés et saisis le jour suivant par les destroyers britanniques HMS Tartar (F43), HMS Mashona (F59) et HMS Maori (F24). Les équipages, embarqués sur le Patrica et le pétrolier Castor, rentrent en Suède le 21.
Le 22 juin, la Suède exige la restitution des navires. Déjà à 16h30 la veille, le HSwMS Puke et le HSwMS Remus sont partis, escortés par le destroyer HMS Tartar, pour se rendre à Scapa Flow, où ils sont bloqués pendant quelques jours en raison de pannes sur le HSwMS Puke. Le 30 juin, les unités peuvent reprendre la mer, et le même jour, elles atteignent Kirkwall, où le HSwMS Romulus et le HSwMS Psilander se sont également déplacés entre-temps.
Le 2 juillet, les navires reviennent aux mains des Suédois, trois jours plus tard ils quittent Kirkwall et le 10 juillet, malgré une attaque aérienne accidentelle par des avions du 18e groupe du commandement côtier, ils arrivent à Göteborg, entrant en service dans la marine suédoise.
Les anciennes unités italiennes constituent une contribution importante à la marine suédoise, qui disposait à l'époque d'un nombre assez restreint d'unités.
Le Remus, anciennement Astore, est resté en service jusqu'au 15 août 1958, date à laquelle il est déclassé puis envoyé à la démolition.

## Sources
- (it) Cet article est partiellement ou en totalité issu de l’article de Wikipédia en italien intitulé « Astore (torpediniera) » (voir la liste des auteurs).